# Olga Slapnia
Olga Slapnia (en ruso: Ольга Слапня; 26 de diciembre de 1966) es una deportista soviética que compitió en piragüismo en la modalidad de aguas tranquilas. Ganó dos medallas en el Campeonato Mundial de Piragüismo: plata en 1986 y bronce en 1987, ambas en la prueba de K4 500 m.

## Palmarés internacional
| Campeonato Mundial | Campeonato Mundial | Campeonato Mundial | Campeonato Mundial |
| Año                | Lugar              | Medalla            | Competición        |
| ------------------ | ------------------ | ------------------ | ------------------ |
| 1986               | Montreal (Canadá)  | Medalla de plata   | K4 500 m           |
| 1987               | Duisburgo (RFA)    | Medalla de bronce  | K4 500 m           |